# Чуваш-Отары
Чува́ш-Ота́ры (мар. Чуваш Отар, чув. Чăваш Утар) — деревня в Звениговском районе Республики Марий Эл. Входит в состав городского поселения Звенигово.

## География
Находится в южной части Республики Марий Эл на расстоянии приблизительно 2 км по прямой на восток-юго-восток от районного центра города Звенигово на левом берегу Волги.
Административно-территориальная принадлежность:
В начале XX века деревня находилась в составе Воскресенской волости Чебоксарского уезда, в 1926—1939 годах — Козловского района Чувашской АССР. 7 сентября 1939 года деревня перечислена в Марийскую АССР.

## История
Известна с 1844 года как чувашская деревня: основана в середине XIX века переселенцами из селений Чинеры, Большие и Лесные Крышки, Бичурино, Второе Чурашево, Криуши Чебоксарского уезда. В советское время работали колхозы «Свобода» («Суталла»), имени Тухачевского и «У куат».

## Население
| 2002 | 2010 | 2011 | 2012 | 2013 | 2014 | 2015 |
| ---- | ---- | ---- | ---- | ---- | ---- | ---- |
| 371  | ↗373 | ↗386 | ↘366 | ↗369 | ↗374 | ↘358 |
| 2016 | 2017 | 2018 | 2019 | 2021 | 2023 |      |
| →358 | ↘355 | ↘348 | ↘337 | ↘289 | ↘283 |      |

Всего в 1926 году в деревне было отмечено 87 хозяйств, 425 жителей. В 1973 году — 532 жителя. Население составляло 371 человек (чуваши — 88 %) в 2002 году, 337 в 2010.

## Уроженцы
- Марков, Никифор Николаевич (1916―1997) — участник Великой Отечественной войны, Герой Советского Союза, разведчик.